# Théophile Gautier

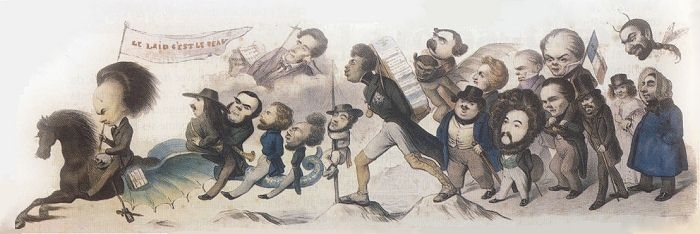
Hugo vezeti a romantikus dráma „védelmezőit” a romantika Pegazus lován

Théophile Gautier (Tarbes, 1811. augusztus 31. – Neuilly-sur-Seine, 1872. október 23.) francia romantikus költő, író, művészet- és irodalomkritikus.

## Gyermek- és ifjúkora
Hároméves volt, amikor családja Párizsba költözött. Meglepően korán, 5 évesen kezdett olvasni. Daniel Defoe Robinson Crusoe-ja felgyújtotta képzeletét, és arról ábrándozott, hogy matróz lesz ha felnő. A Charlemagne gimnáziumban találkozott Gérard Labrunie-vel, a későbbi Gérard de Nervallal. Gautier rajongott a színházért, különösen a díszletfestésért. A gimnázium utolsó évében kezdett járni Louis-Édouard Rioult festő műtermébe, és ott fedezte fel, hogy rövidlátásban szenved.

## Irodalmi karrier kezdete
1829. június 27-én Nerval bemutatta Victor Hugónak, aki később irodalmi mestere lett. 1830. február 25-én részt vett a híres Hernani csatájának nevezett előadáson. Feltűnő piros mellényben és széles karimájú lapos kalapban ült a nézőtéren, és így emlékezett vissza az emlékezetes estre az Histoire du romantisme című művében: „Jóval az előadás kezdete előtt ültünk be a Théâtre-Français nézőterére... Voltak közöttünk fiatal költők, festők, szobrászok – mindenki fiatal volt akkor! lelkes és hittel teli, készen arra, hogy győzzön vagy meghaljon a nagy irodalmi csatában…. Igen, hidegvérrel néztük a lárvaarcú, elmaradott gondolkodású urakat, a művészet, az ideálok, a szabadság és a költészet ellenségeit, akik az öregkori debilitástól remegő kézzel akarták elzárni a jövő kapuját. …Skalpokra vágytunk, de tudtuk, hogy csak parókákat szereztünk volna….”. Még aznap este megszakította tanulmányait Rioult-nál. Jelen volt a romantikát támogató nagy megmozdulásokon, és közben verseket írt. 1830-ban jelent meg a Poésies című kötete, de visszhang nélkül maradt. Édesapja fedezte a kiadás költségeit. Továbbra is részt vett Hugo és társainak összejövetelein (cénacle), és ott ismerkedett meg Célestin Nanteuil-jel. 1833-ban Gautier új kötetben jelentette meg első verseit Albertus ou L'Âme et le pêché címmel, s amelyet Nanteuil illusztrált. A cénacle-ban találkozott Eugène Renduel könyvkiadóval is. Az ő kérésére született 1833-ban a Les Jeunes-France, az összejöveteleken részt vevő művészek életéről szóló, rendkívül színes, ironikus hangú, éleslátó írás. 1835-ben jelent meg szintén Renduel kiadásában a Mademoiselle de Maupin, amely nagy botrányt keltett. A regény előszavában, amelynek minden egyes sorából intelligencia, ékesszólás és tiszteletlen irónia árad, erőteljesen tiltakozik az ellen, hogy a moralisták beleszóljanak az irodalomba. Gautier a művészet teljes függetlenségét vallotta (l’art pour l’art).

## Művészetkritikus és költő
Honoré de Balzac tehetségesnek találta Gautier-t, és 1836-ban elhívta a La Chronique de Paris újsághoz. Itt jelentek meg első novellái (La Morte amoureuse, La Chaîne d'or) és művészetkritikai írásai. Ezzel egyidőben a France littéraire-nek és a La Presse napilapnak is dolgozott. Megközelítőleg kétezer cikket írt a La Presse számára. Élete folyamán publikált még a Figaro-ban, a Caricature-ben, a Musée des Familles-ban, a Revue de Paris-ban és a Revue des Deux Mondes-ban. Művészetkritikai írásaiban nem szorítkozott kizárólag a műtárgy bírálatára és elemzésére, hanem szavakkal próbálta visszaadni azt az esztétikai érzést, amelyet a műtárgy közvetlen látványa keltett benne. A napi rendszerességgel végzett, néha nyomasztó újságírói munkája mellett verseket, drámákat írt és sportolt is (bokszolt és evezett). 1838-ban jelent meg La Comédie de la Mort című verseskötete, Shakespeare, Goethe és Dante hatása érződik a verseken. 1839-ben a színház vonzásába került, amelyet mindig is csodált, és szeretett. Lírai, pasztorális darabokat írt. Leghíresebb balettlibrettója a Giselle, melyet 1841. június 28-án mutattak be nagy sikerrel a párizsi Operában.

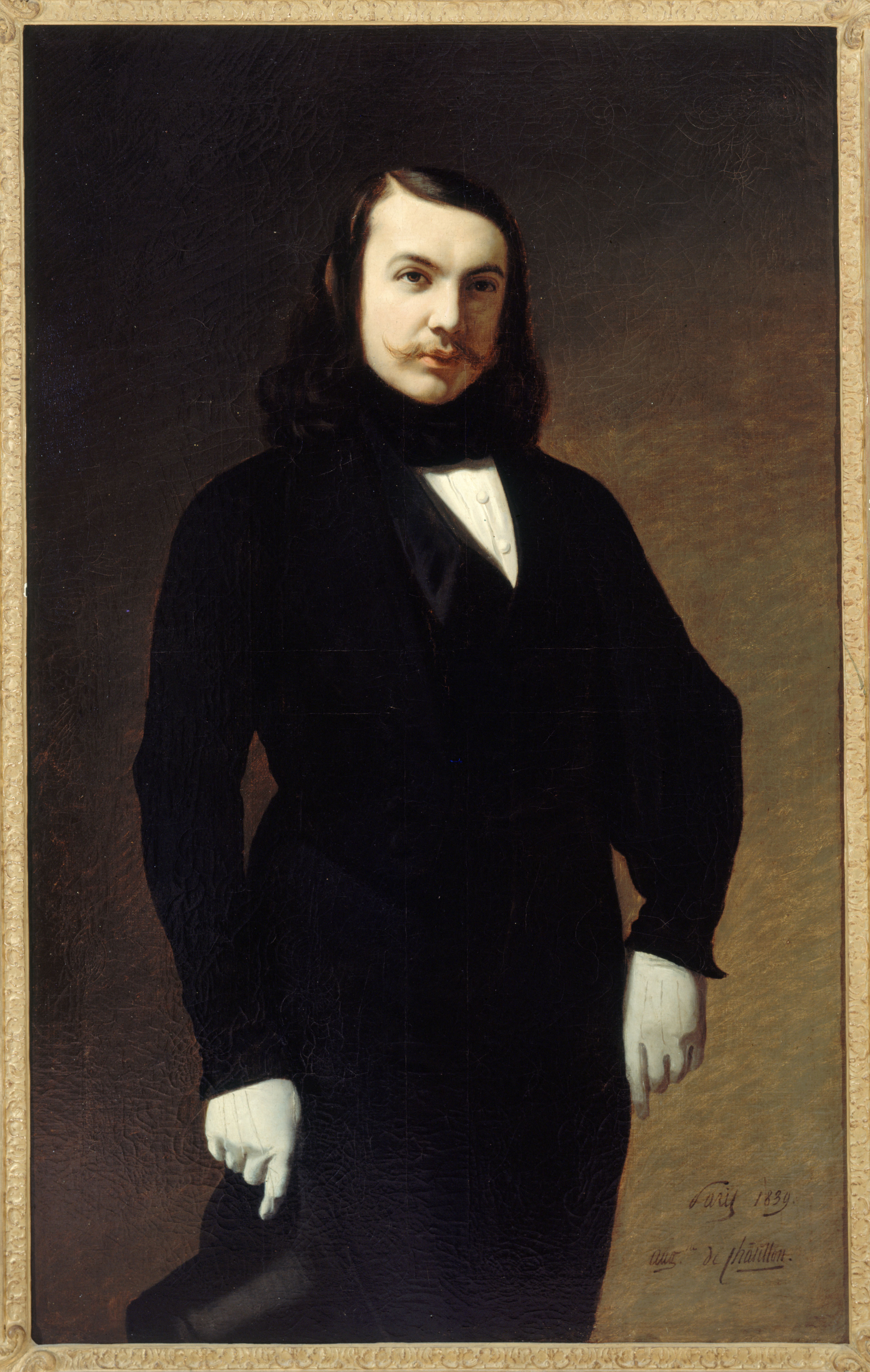
Gautier 1839-ben

A művészetkritika mellett minden idejét a versírásnak szentelte. A költészet szenvedély, szórakozás, napi gyakorlat volt számára. 1852-ben jelent meg az Émaux et Camées első változata, s amely 1872-ig újabb költeményekkel bővült. Neuilly-sur-Seine-ben, lakásán fogadta barátait, rendszeresen találkozott Baudelaire-rel (de temetésére nem ment el), Ifj. Alexandre Dumas-val, Gustave Flaubert-rel, Pierre Puvis de Chavannes-nal. Mathilde hercegnő, aki könyvtárosának nevezte ki Gautiert, irodalmi szalonokat tartott, és ott találkozott Hippolyte Taine-nel, Charles-Augustin Sainte-Beuve-vel, Prosper Mérimée-vel, Edmond et Jules de Goncourt-ral, továbbá festőkkel, szobrászokkal, tudósokkal. Gautier iskolateremtőnek számított, Baudelaire „tökéletes költőnek” nevezte, és tanítványának vallotta magát. Neki dedikálta a Romlás virágait (Les Fleurs du mal). Théodore de Banville is neki ajánlotta verseit.
1840-ben Spanyolországba utazott, melyet már ismert Alfred de Musset és Victor Hugo műveiből. A következő évtizedekben eljutott Algériába (1845), Olaszországba (1850), Görögországba és Törökországba (1852), Oroszországba (1858). 1869-ben a Journal Officiel tudósítójaként volt jelen Egyiptomban a Szuezi-csatorna megnyitásakor.
Jacques-Joseph Moreau francia pszichiáter 1844-ben létrehozta a Hasis klubot a párizsi Szent Lajos-szigeten, a Pimodan hotelben. Ő volt az első orvos, aki rendszeresen vizsgálta a hasis központi idegrendszerre gyakorolt hatását. A hasisról és az elmebajról című könyvének megállapításai még ma is érvényesek. Gautier az elsők között vett részt a drogos kísérletekben. Honoré Daumier és Eugène Delacroix festők, Gérard de Nerval, Gustave Flaubert, Id. Alexandre Dumas és Honoré de Balzac is látogatták a szeánszokat. Baudelaire ott írta a Romlás virágait. Gautier a Hasis klub című írásában számolt be a klub működéséről. 1849 februárjában, a könyv megjelenése előtt cikket írt a Revue des Deux Mondes-ba , amelyben röviden ismertette a klub célját. Gautier nem vett részt túl gyakran az összejöveteleken. „Kb. tíz alkalom után örökre lemondtunk erről a bódító szerről. Nem azért, mert fizikai szenvedést okozott, hanem azért, mert az igazi irodalom csak a természetes álmokból merít ihletet…” A Les paradis artificiels című írásában rendkívül pontosan írta le a drog rossz hatását.
1862-ben a Szépművészetek Nemzeti Társasága elnökévé választották. Bizottság segítette munkáját, melyben korának legkítűnőbb festői vettek részt: Eugène Delacroix, Pierre Puvis de Chavannes, Édouard Manet, Albert-Ernest Carrier-Belleuse et Gustave Doré. A kevésbé ismert irodalmárok irigyelték kinevezését, és háromszor akadályozták meg felvételét a Francia Akadémiába. 1867-ben a kormány hivatalos művészetkritikusaként elmarasztaló bírálat helyett, állását kockára téve, dicsérően írt az Hernaniról. Ugyanabban az évben III. Napóleon kérésére jelentést készített a Szépirodalom negyedszázados fejlődéséről, és habozás nélkül dicsérte a Kis Napoleon és a Századok legendája szerzőjét, Victor Hugót. Művészetkritikusként elismerte, hogy az Hernanival Hugo megújította a színházat. Gautier élete végén nagy szegénységben élt, mert elvesztette szerény nyugdíját. Hugo közbenjárására visszakapta. 1872. október 23-án hunyt el, a montmartre-i temetőben helyezték örök nyugalomra.

## Művei

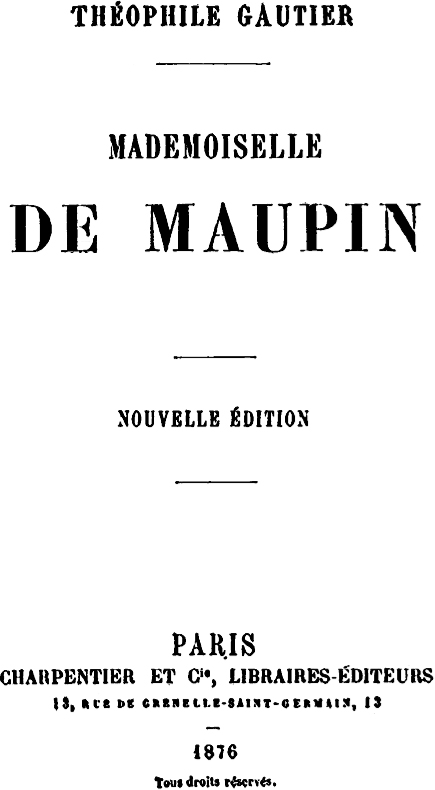

### Versek
- Poésies
- Albertus ou L'Âme et le pêché
- La Comédie de la mort
- Espagna
- Émaux et camées

### Regények
- Mademoiselle de Maupin. Double amour
- Fortunio
- Militona
- Les Roués innocents
- Jean et Jeannette
- La Belle Jenny
- Arria Marcella, souvenir de Pompéi
- Avatar
- Jettatura
- Le Roman de la momie
- Le Capitaine Fracasse (Fracasse kapitány, 1863)
- Spirite

### Útleírások
- Le Voyage en Espagne
- Caprices et zigzags
- Italia (bejezetlen)
- Constantinople
- Quand on voyage
- Loin de Paris
- Voyage en Russie
- L'Orient
- Les Vacances du lundi

### Librettók
- Une larme du diable
- Giselle, ou Les Wilis
- Un voyage en Espagne

## Magyarul megjelent művei
- A lélekcsere. Regény; ford. Szekula Gyula; Franklin, Bp., 1877 (Olcsó könyvtár)
- A múmia lába. Az eredeti teljes szöveg és hű fordítása; ford. Zolnai Béla; Lantos, Bp., 1920 (Kétnyelvű klasszikus könyvtár)
- Arria Marcella / Dafné kisasszony; ford. Takács Mária; Világirodalom, Bp., 1922 (A világirodalom gyöngyei; Théophile Gautier Válogatott művei)
- Baudelaire; ford. Tóth Árpád; Kultúra, Bp., 1922 (Kultúra Könyvtár)
- Maupin kisasszony; ford. Benedek Marcell; Genius, Bp., 1922 (A regényírás művészei)
- Az arany gyapjú / A kerti pavillon; ford. Takács Mária; Világirodalom, Bp., 1922 (Théophile Gautier Válogatott művei; A világirodalom gyöngyei)
- Kleopatra egy éjszakája; ford. Babits Mihály; Genius, Bp., 1923
- Elcserélt párok. Regény, 1-2.; Tolnai, Bp., 1926 (Világkönyvtár)
- Zichy; ford., bev. Rózsaffy Dezső; Amicus, Bp., 1927 (Magyar művészeti könyvtár)
- Avatar. Regény; Tolnai, Bp., 1927 (Tolnai regénytára)
- Jettatura. Regény / Az ezerkettedik éjszaka; Tolnai, Bp., 1928 (Tolnai regénytára)
- Spanyolvér. Regény; ford. Buzsáki Pál; Színes Regénytár Kiadóvállalat, Bp., 1929 (Szines regénytár)
- Fracasse kapitány. Regény, 1-2.; ford. Balogh Barna; Légrády testvérek, Bp., 1929 (Pesti Hírlap könyvek, 92-93.)
- A múmia regénye. Regény; ford. Buzsáki Pál; Színes Regénytár Kiadóvállalat, Bp., 1929 (Szines regénytár)
- Az ezerkettedik éjszaka; Siményi, Bp., 1943
- Jean és Jeanette; ford. Gyenes István; Szabó, Bp., 1944
  - (Csak a testemnek higgy! címen is)
- Fracasse kapitány. Regény, 1-2.; ford., ifjúsági átdolg., utószó Bartócz Ilona; Móra, Bp., 1963 (Ifjúsági kiskönyvtár)
- Csak a testemnek higgy! Regény; ford. Gyenes István; Nesztor, Bp., 1991 (Heléna könyvek)
  - (Jean és Jeanette címen is)